# 哈里·邓恩之死
哈里·邓恩（Harry Dunn）是一名19岁的英国男子，2019年8月27日，哈里·邓恩騎著一輛摩托車在英國北安普敦克勞頓克勞登皇家空軍基地附近与一名在美国空军偵聽站工作的美国政府雇员妻子安妮·萨库拉斯（Anne Sacoolas）所驾驶的富豪XC90相撞，而當時安妮·萨库拉斯正在逆向行駛。最終哈里·邓恩因車禍不治身亡。 
在萨库拉斯离開英國而且美国政府声称其享有外交豁免权之后，此次車禍變成一起外交事件。2019年12月20日，安妮·萨库拉斯被英格蘭及威爾斯皇家檢控署指控以危險駕駛引致他人死亡。

## 调查
負責車禍調查的北安普敦警察首席警官尼克·阿德利从閉路電視记录中确定車禍發生時有一辆汽车正在逆向行駛。安妮·萨库拉斯在車禍現場配合警察調查，并使用体内酒精测定仪測量是否酒駕。第二天萨库拉斯在家里接受警察調查，期間薩庫拉斯提到自己有外交豁免权，北安普敦郡警方在当天晚些时候向上級申请取消薩庫拉斯的外交豁免权。2019年9月16日，英國外交部通知警方，薩庫拉斯的外交豁免权仍然有效，而萨库亚斯已在此前不久乘坐美国空军飞机离开英国。
哈里·邓恩的葬礼于9月17日举行，他的遗体随后在牛津郡的一个火葬场进行火化。

## 外交问题
在萨库亚斯离开英國後，这起車禍就成为外交事件。英国外交部多次向美国驻英國大使馆发出请求，要求正式取消萨库亚斯的豁免权，但美国大使馆表示，作为在英国工作的美国特工的妻子，她具有外交豁免權。英國外交大臣多米尼克·拉布則表示，萨库亚斯的情況不再适用外交豁免权。10月7日，英国首相鲍里斯·约翰逊敦促美方重新考虑维持萨库拉斯外交豁免权的决定，并于9日致电美国总统特朗普要求撤销萨库拉斯外交豁免权，但遭到特朗普拒绝。特朗普为萨库拉斯辩护称，英美道路通行方向不同，发生混淆情有可原。
2019年12月20日，英格蘭及威爾斯皇家檢控署宣布，萨库拉斯将被指控以危險駕駛引致他人死亡，并根據《2003年英美引渡條約》开始对她进行引渡程序。
2020年1月10日，英國內政部正式向美方要求引渡萨库拉斯。美国国务院認為英方试图使用引渡条约強迫遣返前外交官的配偶将建立一个极为令人不安的先例，并且该引渡请求非常不适当。

## 另見
- 英美特殊關係
- 道路通行方向